# HD 83869
HD 83869，又名BD+49 1868，SAO 42990、HR 3854，是一颗恒星，视星等为6.39，位于銀經169.53，銀緯47.95，其B1900.0坐标为赤經9h 36m 8.6s，赤緯+48° 47.95′ 12″。